# Амінабад (Рудбар)
Амінабад (перс. امين اباد) — село в Ірані, у дегестані Південний Ростамабад, у Центральному бахші, шагрестані Рудбар остану Ґілян. За даними перепису 2006 року, його населення становило 19 осіб, що проживали у складі 9 сімей.

## Клімат
Середня річна температура становить 13,70 °C, середня максимальна – 26,68 °C, а середня мінімальна – 0,22 °C. Середня річна кількість опадів – 568 мм.
| Клімат поселення                              | Клімат поселення | Клімат поселення | Клімат поселення | Клімат поселення | Клімат поселення | Клімат поселення | Клімат поселення | Клімат поселення | Клімат поселення | Клімат поселення | Клімат поселення | Клімат поселення | Клімат поселення |
| Показник                                      | Січ.             | Лют.             | Бер.             | Квіт.            | Трав.            | Черв.            | Лип.             | Серп.            | Вер.             | Жовт.            | Лист.            | Груд.            |                  |
| Середній максимум, °C                         | 11,46            | 10,85            | 11,65            | 17,47            | 20,77            | 25,13            | 26,67            | 26,68            | 23,07            | 20,10            | 16,45            | 11,82            |                  |
| Середня температура, °C                       | 6,15             | 5,54             | 6,34             | 12,15            | 15,46            | 19,82            | 22,36            | 22,38            | 18,75            | 15,80            | 12,12            | 7,50             |                  |
| Середній мінімум, °C                          | 0,83             | 0,22             | 1,02             | 6,86             | 10,16            | 14,50            | 18,05            | 18,07            | 14,42            | 11,46            | 7,80             | 3,18             |                  |
| Норма опадів, мм                              | 50               | 44               | 71               | 63               | 34               | 16               | 17               | 21               | 40               | 64               | 68               | 80               |                  |
| Середньомісячна швидкість вітру, м/с          | 2.12             | 2.55             | 2.48             | 2.58             | 2.26             | 2.33             | 2.38             | 2.22             | 1.97             | 1.98             | 2.01             | 1.97             |                  |
| Середньомісячна сонячна радіація, кДж/м²·день | 7278             | 9660             | 11782            | 16103            | 19976            | 22652            | 23213            | 19899            | 16491            | 11624            | 8994             | 7001             |                  |
| --------------------------------------------- | ---------------- | ---------------- | ---------------- | ---------------- | ---------------- | ---------------- | ---------------- | ---------------- | ---------------- | ---------------- | ---------------- | ---------------- | ---------------- |
| Джерело:                                      |                  |                  |                  |                  |                  |                  |                  |                  |                  |                  |                  |                  |                  |